# 拉爾巴納特伊拉森區

36°38′12.6″N 4°12′12.9″E / 36.636833°N 4.203583°E
拉爾巴納特伊拉森區（阿拉伯语：‎），是阿爾及利亞的行政區，位於該國北部，由提濟烏祖省負責管轄，首府設於拉爾巴納特伊拉森，面積87平方公里，2008年人口46,831，人口密度每平方公里540人。